# Rubrius annulatus
Espèce
Synonymes
- Rubrius paganus Simon, 1902

Rubrius annulatus est une espèce d'araignées aranéomorphes de la famille des Macrobunidae.

## Distribution
Cette espèce est endémique du Chili. Elle se rencontre vers Corral dans la région des Fleuves et vers Puyehue dans la région des Lacs.

## Description
La femelle holotype mesure 15 mm.
La femelle décrite par Roth en 1967 mesure 11,5 mm. Le mâle décrit par Roth en 1967 sous le nom Rubrius paganus mesure 9,2 mm et la femelle 10,3 mm.

## Systématique et taxinomie
Cette espèce a été décrite par F. O. Pickard-Cambridge en 1899.
Rubrius paganus a été placée en synonymie par Lehtinen en 1967.

## Publication originale
- F. O. Pickard-Cambridge, 1899 : « On some spiders from Chili and Peru collected by Dr. Plate of Berlin. » Journal of the Linnean Society of London, Zoology, vol. 27, p. 15-22 (texte intégral).